# Shield Android TV
De Nvidia Shield Android TV is een settopbox die door hardwarefabrikant NVIDIA is ontwikkeld.
De console is de eerste homeconsole gemaakt door NVIDIA. De android TV is de derde in de lijn van de SHIELD systemen. Er zijn twee voorlopers in de SHIELD lijn. In 2013 bracht NVIDIA hun eerste handheld uit, de Nvidia Shield. Een jaar later, in 2014 bracht NVIDIA een gaming tablet uit, de Nvidia Shield tablet.

## Uitgebracht
De NVIDIA SHIELD console werd begin 2015 uitgebracht in de Verenigde Staten en Canada en kwam met twee versies. Er is een 16GB en een 500GB versie. De console werd eind September uitgebracht in enkele Europese landen zoals: Verenigd Koninkrijk, Duitsland en Frankrijk.